# Sixto Henrique de Bourbon-Parma
Sixto Henrique Hugo Francisco Xavier (em francês: Sixte-Henri Hugues François Xavier de Bourbon; Pau, 22 de julho de 1940) é um político espanhol, o líder auto-proclamado grupo Comunhão Tradicionalista e onde, para os seus seguidores, ele é o legitimo Rei de Espanha como descendente mais próximo de Filipe V. Embora esse movimento tenha sido integrada no Comunhão Tradicionalista Carlista (CTC), em 1986, e o o próprio príncipe ter negado repetidamente não estar interessado em o recuperar, os sixtinos (seus apoiadores), protagonizam o carlismo de orientação tradicionalista, de acordo com eles o seu chefe e é Duque de Aranjuez, Infante de Espanha e Príncipe de Parma e Placência.

## Primeiros anos
Sixto nasceu em Pau, França, sendo o segundo filho do Xavier, Duque de Parma (então príncipe-regente, mais tarde pretendente ao trono de Espanha e pretendente ao título de  Duque de Parma) e sua esposa Madeleine de Bourbon-Busset.
Desde cedo Sixto dedicou-se à causa de carlismo. Mais tarde estudou direito, línguas clássicas, modernas e finanças.
Sob o nome de guerra de Enrique Aranjuez alistou-se na Legião Espanhola em 1965. Em 02 de maio daquele ano, ele jurou lealdade à bandeira espanhola com o juramento então em uso, o que excluía compromisso político (em oposição ao que mais tarde, juraram fidelidade à Constituição espanhola de 1978). Logo depois, Sixto ofereceu os seus serviços a Portugal e lutou com as Forças Armadas de Portugal contra o comunismo na Guerra de Independência de Angola .

## Reivindicação carlista
O pai de Sixto, príncipe Xavier de Bourbon-Parma, foi o líder do Conselho Nacional da Comunhão Tradicionalista, a maior facção de espanhóis carlistas, e, assim, alegou ser o legítimo Rei da Espanha (como Xavier I), de 1952 até sua abdicação em 1972, o sucessor de Xavier era o seu filho mais velho, Carlos Hugo de Bourbon-Parma, que assumiu o título de Carlos Hugo I.
No entanto, os desvios de Carlos Hugo da ideologia carlista tradicional - mais notavelmente o seu aval de titoísmo - fez muitos carlistas questionarem sua liderança. Após a morte de Xavier em 1977, Sixto apresenta a alegação de ser regente, e levou o título de porta-estandarte da Tradição. A reivindicação Sixto foi apoiada por sua mãe. Os últimos desejos de seu pai eram difíceis de discernir. Sixto protestou publicamente quando Carlos Hugo doou os arquivos carlistas para o governo da Espanha em 2002.
Carlos Hugo renunciou ao seu direito ao trono em 1979 ou 1980, mas o reafirmou em 2003. Após a sua morte em 2010, seu filho Carlos Xavier de Bourbon-Parma sucedeu-lhe aos olhos dos carlistas leais a Carlos Hugo (o Partido Carlista), e afirmou a reivindicação como Carlos Javier II.
No entanto, duas outras organizações carlistas (a Comunión Tradicionalista e a Comunión Tradicionalista Carlista) reconheceram Sixto como o legítimo regente. Alguns deles o reconhecem como rei, sob o título Sixto Henrique I. Sixto nunca afirmou explicitamente o seu direito ao trono; em vez disso, ele afirmou que ele preferiria permanecer regente na esperança de que um dos filhos de Carlos Hugo podesse retornar à ideologia carlista tradicional. No entanto, ele não se opôs a seus seguidores gritavam ¡Viva el Rey! durante seus discursos.

## Vida pessoal
Sixto esteve presente na ordenação episcopal de quatro bispos que pertencem à Fraternidade Sacerdotal de São Pio X pelo arcebispo Marcel Lefebvre, em 30 de junho e 1988 em Écône, na Suíça, e foi o primeiro a parabenizá-lo publicamente.
Sixto tem viajado muito na América Latina, tanto de língua espanhola e língua portuguesa. Em janeiro de 2001, enquanto viaja através da Argentina, ele sofreu um grave acidente de trânsito, do qual ainda está se recuperando. Ele tem dificuldades como resultado deste acidente. Como resultado disso, suas aparições públicas foram limitadas.
Na eleição presidencial francesa, Sixto endossou a candidatura de Jean-Marie Le Pen, o candidato da Frente Nacional.
Em 2010, Sixto começou a procurar uma ordem judicial para impedir a exposição continuada de obras de arte pelo artista japonês Takashi Murakami no Palácio de Versalhes. Ele já declarou publicamente que "desnatura" cultura francesa.
Sixto é um conselheiro municipal da Grande Cruz de Honra e Devoção da Ordem Soberana e Militar de Malta.